# Wabo (scooter)
Wabo is een Nederlands historisch merk van scooters.
Wabo: NV Wagenbouw, Amsterdam (1955-1963).
Dit Nederlandse bedrijf van Johan Adolf Ankel en Jan Schuite presenteerde in 1955 scooters met een Villiers-blokje van 98 en 150 cc. De productie bleef zeer beperkt hoewel er ook nog enkele exemplaren naar Engeland geëxporteerd werden. Waarschijnlijk was alleen het ontwerp van Wabo en werden de scooters geproduceerd bij Polynorm in Bunschoten, waar ook de Empo-Carley werd gemaakt.